# Europastraße 652
Die Europastraße 652 (kurz: E 652) ist eine sehr kurze Europastraße, die von Österreich nach Slowenien führt. Sie beginnt in Klagenfurt und endet bei Kranj (Krainburg).

## Verlauf
In der Innenstadt von Klagenfurt beginnt die E 652 streckengleich mit der Loiblpass Straße (B91). Die Drau wird gequert. Die Straße führt an Lambichl vorbei über den Ferlacher Stausee. Südlich von Unterloibl beginnt der Loibltunnel, der zugleich die österreichisch-slowenische Grenze quert. In Slowenien verläuft die E 652 auf der slowenischen Glavna cesta 101 und passiert Tržič. Bei Podbrezje, einem Ortsteil der Stadt Naklo, nördlich von Kranj, trifft die E 652 auf die Avtocesta A2 und die E 61, und endet dort.